# Późniejsza dynastia Liang
Późniejsza dynastia Liang (chiń. upr. 后梁; chiń. trad. 後梁; pinyin Hòu Liáng) – krótkotrwałe państwo powstałe w północnych Chinach po upadku dynastii Tang, jedna z Pięciu Dynastii.

## Geneza
Dynastia Tang zrujnowana przez powstanie An Lushana nie osiągnęła już dawnej potęgi. Choć w IX w. nastąpiła znacząca odbudowa, zwłaszcza ekonomiczna, jej efekty zniszczyło powstanie Huang Chao, w następstwie którego cesarstwo Tangów przestało de facto istnieć jako spójny organizm państwowy. Jeden z dowódców rebelii Huang Chao, Zhu Wen w 901 zdobył Chang’an, stolicę Tangów, trzy lata później zabił cesarza i osadził na tronie marionetkowego władcę, którego wszakże również zgładził w 907, kończąc tym samym dynastię Tang; równocześnie proklamował powstanie nowego państwa - dynastii Liang.

## Terytorium i charakter państwa

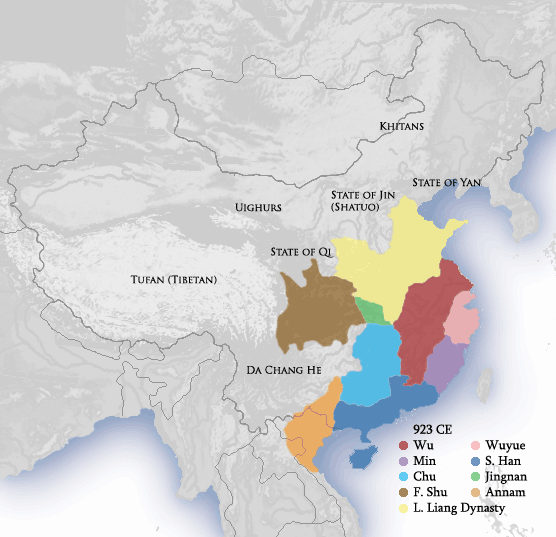
Chiny w chwili upadku Późniejszej dynastii Liang (zaznaczonej na bladożółto)

Państwo dynastii Liang (określenie „późniejsza” zostało nadane przez historyków, by odróżnić ją od innych państw o tej samej nazwie) zajmowało terytorium od wybrzeża Pacyfiku na wschodzie do północnego Syczuanu na zachodzie i od Huai He na południu do dawnej granicy tangowskiej na północy (mniej więcej do granicy z Mandżurią. Było jednym z wielu państw, na które rozpadła się monarchia tangowska i niejedynym, którego władca przybrał tytuł cesarza (kitańscy władcy z dynastii Liao też to uczynili). Określenie „dynastia” pochodzi od Ouyang Xiu, który w swych pracach historycznych wskazywał na ciągłość mandatu Niebios między dynastią Tang i następnymi „pięcioma dynastiami”, aż do dynastii Song, której był urzędnikiem; legitymizował tym samym jej panowanie. Pozostałe państwa określił jako „królestwa” obniżając tym samym ich ważność.
Zhu Wen kontrolował południową część prowincji Shanxi, ale nie udało mu się zdobyć Taiyuanu, gdzie siedzibę miał jego główny rywal Li Keyong. Ten ostatni, wzmocniony przymierzem z Kitanami, prowadził ciągłą wojnę przeciw państwu Zhu, a po jego śmierci tę samą politykę kontynuował jego syn Li Cunxu. Zhu Wenowi nie udało się ustanowić w pełni stabilnej struktury państwowej; był wrogo nastawiony do tangowskiej arystokracji, która stanowiła podstawę rządów tej dynastii. Między jej przetrzebionymi w wyniku rebelii An Lushana szeregami, a nowymi elitami, często militarnymi (do których należał sam Zhu) panowało ciągłe napięcie i konflikty. W efekcie państwu brakowało warstw rządzących.

## Upadek
Zhu Wen zginął w zamachu zorganizowanym przez jednego z synów 18 lipca 912. Niecały rok później, w marcu 913, zamachowca sam zginął z ręki młodszego brata. Państwo broniło się jeszcze dziesięć lat przed ciągłymi atakami sił rodu Li. Nawet po upadku stolicy i śmierci ostatniego władcy Liang, część oddziałów wciąż stawiała opór. Niemniej większość aparatu państwowego i większość wojsk przeszła pod panowanie nowej, Późniejszej dynastii Tang.

## Władcy
| Imię świątynne | Imię pośmiertne | Nazwisko i imię     | Okres panowania | Ery panowania                                                        |
| -------------- | --------------- | ------------------- | --------------- | -------------------------------------------------------------------- |
| Taìzǔ (太祖)   | Xiànwǔ (獻武)   | Zhū Wēn (朱溫)      | 907–912         | Kaīpíng (开平) 907–911 Qiánhuà (乾化) 911–912                        |
| Nie istnieje   | none            | Zhu Yougui (朱友珪) | 912–913         | Qiánhuà (乾化) 912–913 Fengli 913                                    |
| Nie istnieje   | Mòdì (末帝)     | Zhu Zhen (朱瑱)     | 913–923         | Qiánhuà (乾化) 913–915 Zhēnmíng (贞明) 915–921 Lóngdé (龙德) 921–923 |